# Piotr Gładkow
Piotr Andriejewicz Gładkow (ros. Пётр Андреевич Гладков, ur. 1902 w Trubecku w guberni orłowskiej, zm. 1984) – funkcjonariusz radzieckich organów bezpieczeństwa, szef Zarządu Kontrwywiadu „Smiersz” Marynarki Wojennej ZSRR (1943-1946), generał porucznik.

## Życiorys
Od grudnia 1919 do lutego 1920 studiował w Homelskim Uniwersytecie Proletariackim, od grudnia 1919 do grudnia 1920 służył w Armii Czerwonej, w latach 1923-1924 był kierownikiem wydziału powiatowego komitetu Komsomołu w Rohaczowie, a 1924-1925 gubernialnego komitetu Komsomołu w Homlu, 1925 został członkiem WKP(b). W latach 1926–1927 instruktor kultury fizycznej i przewodniczący biura kultury fizycznej okręgowej rady związków zawodowych w Homlu, 1927 zastępca przewodniczącego okręgowej rady kultury fizycznej w Rzeczycy, później sekretarz gubernialnej, następnie okręgowej i miejskiej rady kultury fizycznej w Uljanowsku. W 1931 był redaktorem gazety w Samarze, 1931-1933 studiował w Samarskim Instytucie Pedagogicznym, a 1933-1934 w Centralnej Szkole Głównego Zarządu Bezpieczeństwa Państwowego, po czym został pełnomocnikiem Sekretariatu Zarządu Ekonomicznego Głównego Zarządu Bezpieczeństwa Państwowego. Od maja 1935 do maja 1936 był pomocnikiem pełnomocnika Oddziału XI i pełnomocnikiem Oddziału Wydziału Ekonomicznego Głównego Zarządu Bezpieczeństwa Państwowego, 11 grudnia 1935 mianowany sierżantem bezpieczeństwa państwowego, od listopada 1936 do grudnia 1937 pełnił funkcję pomocnika pełnomocnika operacyjnego i pełnomocnika operacyjnego Oddziału IV Wydziału III Głównego Zarządu Bezpieczeństwa Państwowego, od grudnia 1937 do maja 1938 był pomocnikiem szefa Oddziału II Wydziału III Zarządu Bezpieczeństwa Państwowego (UGB) NKWD Białoruskiej SRR, od maja do grudnia 1938 szefem Oddziału III Wydziału UGB NKWD Białoruskiej SRR, później szefem Wydziału III UGB NKWD Białoruskiej SRR. 16 marca 1939 został mianowany starszym porucznikiem bezpieczeństwa państwowego, od 16 kwietnia do 8 czerwca 1939 był szefem Oddziału III UGB NKWD Białoruskiej SRR, a od 8 czerwca do 2 listopada 1939 zastępcą ludowego komisarza spraw wewnętrznych Białoruskiej SRR, 25 lipca 1939 mianowany kapitanem bezpieczeństwa państwowego. Od 2 listopada 1939 do 11 września 1940 szef Zarządu NKWD obwodu białostockiego, równocześnie od 13 maja do 11 września 1940 ponownie zastępca ludowego komisarza spraw wewnętrznych Białoruskiej SRR, a od 11 września 1940 do lutego 1941 zastępca ludowego komisarza spraw wewnętrznych Litewskiej SRR; od 13 maja 1940 major. Od 9 lutego 1941 zastępca członka Biura Politycznego Komunistycznej Partii (bolszewików) Litwy, od 26 lutego do 31 lipca 1941 ludowy komisarz bezpieczeństwa państwowego Litewskiej SRR, 6 marca 1941 mianowany starszym majorem bezpieczeństwa państwowego. Od 9 września 1941 do 11 stycznia 1942 szef Wydziału Specjalnego NKWD Frontu Karelskiego, od 11 stycznia 1942 do 19 kwietnia 1943 szef Oddziału IX Zarządu Oddziałów Specjalnych NKWD ZSRR, 14 lutego 1943 mianowany komisarzem bezpieczeństwa państwowego. 
Od 19 kwietnia 1943 do 25 lutego 1946 szef Zarządu Kontrwywiadu Ludowego Komisariatu Marynarki Wojennej ZSRR, 24 lipca 1943 mianowany generałem majorem, a 21 lipca 1944 generałem porucznikiem służby brzegowej marynarki wojennej. 1946-1950 szef Oddziału Zarządu Kontrwywiadu MGB Moskiewskiego Okręgu Wojskowego, od lipca 1950 do maja 1952 zastępca szefa (od lutego do maja 1952 p.o. szefa) Zarządu Poprawczego Obozu Pracy w Mordwińskiej ASRR, później szef Oddziału Prac Kontrahenckich Poprawczego Obozu Pracy w Mordwińskiej ASRR. 
31 stycznia 1953 został wydalony z KPZR, wkrótce przywrócono mu członkostwo w partii. Od listopada 1954 był w rezerwie.

## Odznaczenia
- Order Lenina (29 stycznia 1944)
- Order Czerwonego Sztandaru (czterokrotnie - 26 kwietnia 1940, 22 lutego 1943, 24 maja 1945 i 1953))
- Order Nachimowa I klasy (28 czerwca 1945)
- Medal „Za zwycięstwo nad Niemcami w Wielkiej Wojnie Ojczyźnianej 1941–1945”
- Odznaka "Zasłużony Funkcjonariusz NKWD" (2 lutego 1942)